# کورسهگولز
کورسهگولز (به فرانسوی: Coursegoules) یک کمون (فرانسه) در فرانسه است که در canton of Coursegoules واقع شده‌است. کورسهگولز ۴۰٫۹۸ کیلومتر مربع مساحت دارد ۱٬۰۲۰ متر بالاتر از سطح دریا واقع شده‌است.